# Passer melanurus
Il passero del Capo (Passer melanurus (Statius Müller, 1776)) è un uccello passeriforme appartenente alla famiglia Passeridae, diffuso nell'Africa meridionale.

## Descrizione

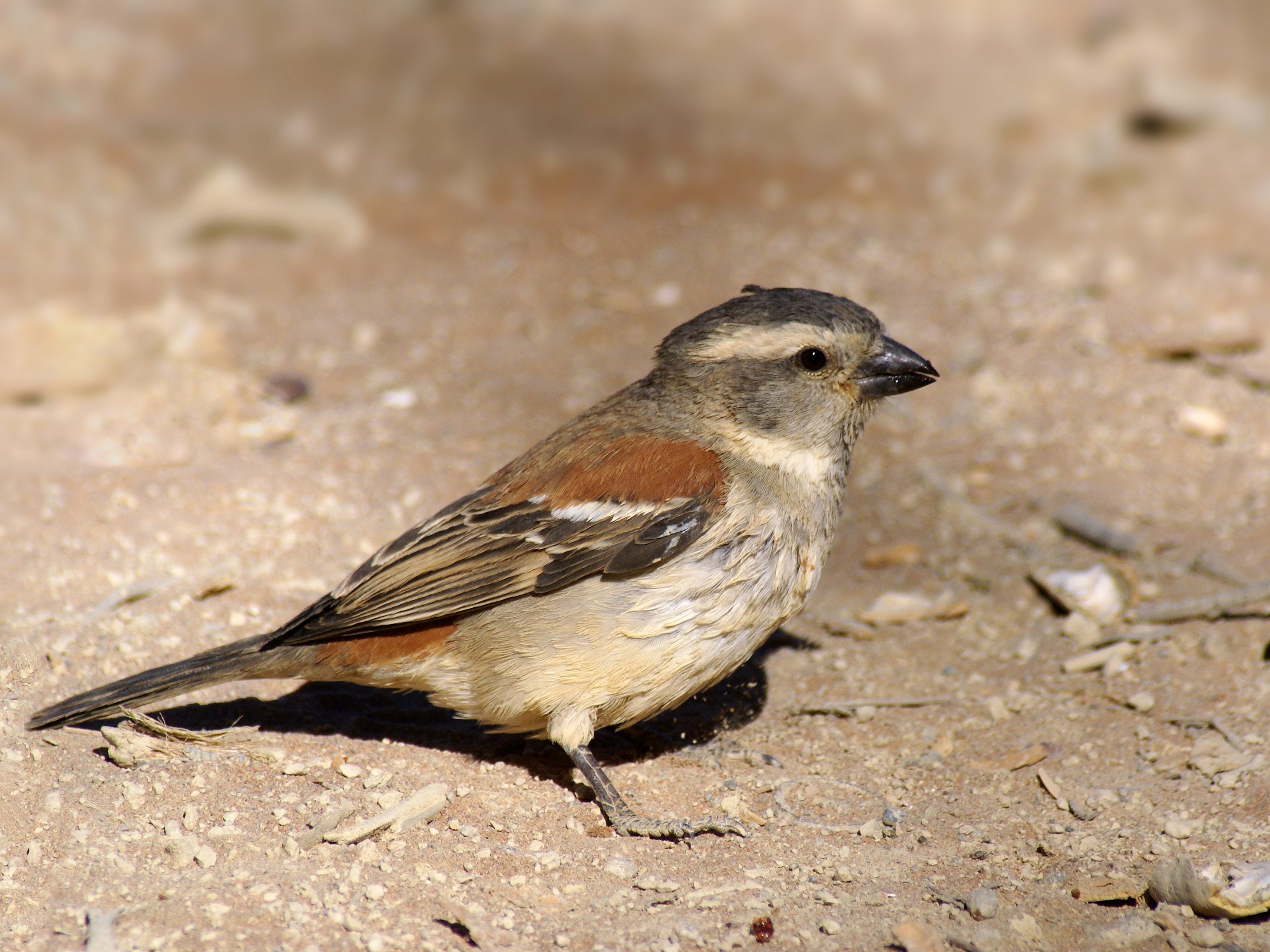
Femmina

Il passero del Capo è molto colorato; le sue dimensioni variano da 14 a 16 cm. Il maschio è provvisto di una testa nera con un ampio segno bianco su entrambi i lati, sulla gola è presente inoltre una fascia nera stretta che collega la pettorina nera del seno alla parte nera della testa. Le parti inferiori sono grigiastre; più scure sulle fasce, il collo del maschio è di un grigio acceso, mentre le sue spalle e la schiena sono castane luminose. Tutti i maschi hanno un cerchio bianco sotto alle ali nere. La coda è striata di grigio e nero.

## Distribuzione e habitat
L'areale della specie è ristretto all'Africa meridionale, e comprende l'Angola, la Namibia, il Botswana, lo Zimbabwe, il Sudafrica, il Lesotho e lo Swaziland.
Il suo habitat originario era costituito dalla savana semi-arida e dalle woodland sudafricane. L'insediamento umano nei suoi territori l'ha portato ad adattarsi anche alle città, dove predilige habitat con una pioggia annuale inferiore a 75 cm, anche se in zone desertiche si osserva spesso vicino a corsi d'acqua o ruscelli. Compete sia con il nativo Passer diffusus, sia con l'introdotto passero domestico.

## Biologia

### Voce
Le vocalizzazioni sono molto simili a quelle del passero domestico, ma più musicali. La verso tipico, simile ad un cissip, cirrup, criip, o cirriciup, viene utilizzato durante il volo: i maschi spesso emettono suoni acuti per comunicare agli altri il possesso del proprio nido.

## Alimentazione
Come molti altri uccelli si nutre di semi e grano; inoltre si nutre raramente delle uova dei rettili.

### Comportamento
Il passero del Capo è una specie sociale, vive in stormi numerosi e alcune volte interagisce con membri di altre specie. Un comportamento bizzarro è però stato descritto a Johannesburg. I ricercatori hanno notato che gruppi di 20-30 uccelli separati dal proprio gruppo si chinano a terra, con la testa alta e la coda abbassata, dopodiché questi individui iniziano a saltellare lentamente, poi spiegano le ali e si liberano in volo per circa 50 cm di altezza. Rimane ancora sconosciuta la ragione che conduce a manifestare questo strano comportamento, che non è riportato in nessun'altra specie di passeri.

## Tassonomia
Fu descritto per la prima volta da Philipp Ludwig Statius Müller nel 1776, come Loxia melanura. Altri biologi lo inserirono tra nei generi Loxia o Fringilla; studi recenti hanno invece concluso attribuito il passero del capo al genere Passer.

Sono state distinte due sole sottospecie:
- P. m. demarensis Reichenow, 1902 - dall'Angola sud-occidentale e dalla Namibia fino allo Zimbabwe occidentale e al Sudafrica settentrionale
- P. m. melanurus (Statius Müller, 1776) - Sudafrica sud-occidentale, meridionale ed orientale

## Conservazione
Il passero del Capo è una specie che va piuttosto d'accordo con l'uomo ed è considerata a minimo rischio di estinzione dalla IUCN. Può risultare dannosa per l'agricoltura, soprattutto per le coltivazioni di grano e per i vigneti.

## Passer melanurusnella cultura
È apparso più volte nelle monete del rand sudafricano.